# NGC 3655
NGC 3655 est une galaxie spirale située dans la constellation du Lion. NGC 3655 a été découverte par l'astronome germano-britannique William Herschel en 1783.

## Caractéristiques
La classe de luminosité de NGC 3655 est III et elle présente une large raie HI. Elle renferme également des régions d'hydrogène ionisé. Selon la base de données Simbad, NGC 3655 est une galaxie active de type Seyfert 2.

### Distance
Sa vitesse par rapport au fond diffus cosmologique est de 1 840 ± 24 km/s, ce qui correspond à une distance de Hubble de 27,1 ± 1,9 Mpc (∼88,4 millions d'al).
À ce jour, 16 mesures non basées sur le décalage vers le rouge (redshift) donnent une distance de 30,856 ± 7,275 Mpc (∼101 millions d'al), ce qui est à l'intérieur des valeurs de la distance de Hubble.

### Luminosité dans l'infrarouge
La luminosité de la galaxie NGC 3655 dans l'infrarouge lointain (de 40 à 400 µm)  est égale à 1,70 × 1010 {\displaystyle L_{\odot }} (1010,23{\displaystyle L_{\odot }}) et sa luminosité totale dans l'infrarouge (de 8 à 1 000 µm) est de 2,24 × 1010 {\displaystyle L_{\odot }} (1010,35{\displaystyle L_{\odot }}).

## Supernova
La supernova SN 2002ji a été découverte dans NGC 3655 par Y. L. Qiu et J. Y. Hu de l'observatoire astronomique de Pékin le 30 novembre 2002. Cette supernova était de type Ic.

## Trou noir supermassif
Si on se base sur les mesures de luminosité de la bande K de l'infrarouge proche du bulbe de NGC 2656, on obtient une valeur de 107,3 {\displaystyle M_{\odot }} (20 millions de masses solaires) pour le trou noir supermassif qui s'y trouve.

## Groupe de NGC 3686
NGC 3655 est une galaxie brillante dans le domaine des rayons X et elle fait partie du groupe de NGC 3686 qui comprend au moins 21 autres galaxies brillantes également dans le domaine des rayons X, dont NGC 3592, NGC 3607, NGC 3608, NGC 3626, NGC 3659, NGC 3681, NGC 3684, NGC 3686 et NGC 3691. Ce même groupe est aussi mentionné dans un article publié par A.M. Garcia en 1993, mais la galaxie NGC 3607 n'y figure pas. De plus, la galaxie PGC 35426 fait partie de la liste de Garcia, mais cette dernière ne brille pas dans le domaine des rayons X.